# August Conradi

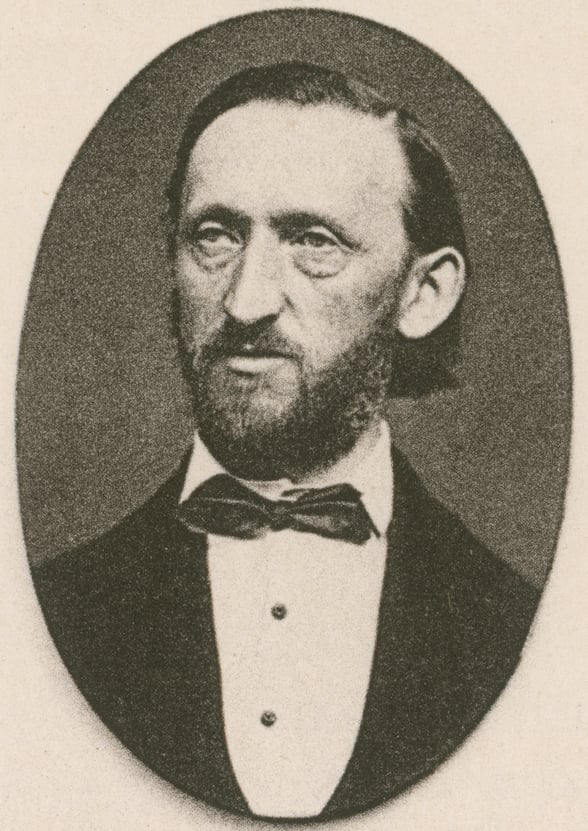
August Conradi

August Eduard Moritz Conradi (Berlijn, 27 juni 1821 – aldaar, 26 mei 1873) was een Duits componist, dirigent en organist.

## Levensloop
Conradi studeerde ten minste vanaf 1840 aan de Koninklijke Academie voor muziek in Berlijn bij August Wilhelm Bach compositie, orgel en piano alsook harmonie en contrapunt bij Carl Friedrich Rungenhagen, de toenmalige directeur van de door Carl Friedrich (Christian) Fasch opgerichte Berlijnse Singakademie. Hij ontving meerdere eerste prijzen. In 1843 werd hij organist in de kerk van het Berlijnse invalidenhuis en schreef zijn Symfonie nr. 1 alsook een Zigeunerpolka voor orkest. In 1844 maakte hij tijdens een bezoek aan Weimar kennis met Franz Liszt en zij werkten meerdere jaren samen. Omdat Conradi meer ervaring in de instrumentatie had, gaf hij Liszt advies voor de partituren van zijn eerste orkestwerken. Liszt bewerkte Conradis Zigeunerpolka voor piano (Zigeuner-Polka d'August Conradi S.481). Met onderbrekingen werkten zij tot 1849 samen.
Conradi werd 1848/1849 dirigent aan het Thalia-Theater, een Berlijns amateurtheater. In 1849 werd hij kapelmeester aan het stedelijk theater van Stettin, nu Szczecin geheten. Vanaf 1849 werkte hij samen met de schrijver David Kalisch en werd 1850 dirigent aan het Friedrich-Wilhelmstädtisches Theater in Berlijn. Sindsdien richtte hij zich vooral op lichte en amusementsmuziek en componist voor het muziektheater. In 1851 was hij als dirigent verbonden aan het Königsstädtische Theater in Berlijn. In juli 1851 werd hij dirigent van de opera in Düsseldorf en werket in 1852 aan de Kroll opera in Berlijn. In 1852 en 1853 werd hij dirigent aan het stedelijk theater in Keulen om vervolgens naar Berlijn terug te gaan en in 1855 aan het Wallner-Theater in Berlijn een langer durende baan als kapelmeester aan te treden. In 1864 werd hij opvolger van Joseph Nesvadba als dirigent van het Victoria-Theater.
Hij was een rusteloze en zeer productieve componist en heeft vijf symfonieën, ouvertures, acht opera's, een ballet, kamermuziek, maar vooral marsen, walsen, polka's, dansmuziek, liederen, muziek voor kluchten en potpourri's op zijn naam staan. Na veelbelovende start als componist van zogenaamde "ernstige muziek" (symfonieën, kamermuziek) schreef hij werken voor het muziektheater, komische opera's, kluchten, burlesken, sprookjes en ook liedjes en coupletten. Hij was een leidende componist van de lokale Berlijnse kluchten en werkte met succes samen met gerenommeerde librettisten en schrijvers zoals Adolph L'Arronge, Ottokar Franz Ebersberg, die onder het pseudoniem O. F. Berg werkte, Carl Görlitz, Edward Jacobson, David Kalisch en Heinrich Wilken. Onderwerpen waren alle aspecten van het politieke en sociale omgeving die kritisch belicht werden en meestal in parodie gezet waren. Ze weerspiegelden in dezelfde mate de bepalingen van het dagelijks leven van gewone mensen, alsook de maatschappelijke omstandigheden destijds, die ook heel kritisch in het licht gezet werden. De vraag naar dergelijke stukken was enorm, menig stuk kwam meer dan 200 keer tot uitvoering. De componist lijkt in de 20e eeuw geheel vergeten.

## Composities

### Werken voor orkest
- 1843 Symfonie nr. 1, voor orkest
- 1843 Zigeunerpolka, voor orkest, op. 5
- 1852 Otto Bellmann-Polka, voor orkest, op. 64
- 1869 Im Staate der Mormonen, voor viool en orkest
- 1870 Melodien-Congreß, Potpourri
- Laissez aller, polka voor orkest, op 37
- Theresen-Polka, voor orkest, op. 41
- Pepa-Galopp, voor orkest, op. 43
- Agnes-Polka-Mazureck, polka-mazurka voor orkest, op. 58
- Sommerblumen-Polka, voor orkest, op. 62
- Quadrille a. Th. von 0. Bellmann, voor orkest, op. 69
- Kriegs-Raketen, patriottisch potpourri, op. 119
- Adagio und Rondo d mineur / D majeur, voor dwarsfluit en orkest, op. postuum
- Scherzo, voor orkest[1]
- Weihnachts-Ouverture, voor orkest

### Werken voor harmonieorkest
- Berlin, wie es weint und lacht, ouverture - bewerkt door Eugen Fülling
- Offenbachiana, potpourri, op. 111

### Muziektheater

#### Opera's
| Voltooid in | titel                                      | aktes                   | première                                                                   | libretto                                                  |
| ----------- | ------------------------------------------ | ----------------------- | -------------------------------------------------------------------------- | --------------------------------------------------------- |
| 1846        | Rübezahl, op.10                            | 1 akte                  | 1846, Berlijn, Thalia-Theater; 5 december 1849, Stettin, stedelijk theater | G. Jansen                                                 |
| 1850        | Die Braut des Flussgottes, op. 72          | 2 bedrijven             | 21 maart 1859, Berlijn, Koninklijke Opera                                  | Johann Christoph Grünbaum, gebaseerd op een Frans verhaal |
| 1851        | Musa, der letzte Maurenfürst               | 4 bedrijven             | 1851, Berlijn, Königsstädtisches theater                                   | G. Bouillon                                               |
| 1864        | Madonna Sixtina                            | 1 akte                  |                                                                            | Fr. Wagner                                                |
| 1865        | Knecht Ruprecht (De zwarte Pit)            | voorspel en 2 bedrijven |                                                                            | Eduard Jacobson                                           |
| 1865        | So sind die Frauen                         |                         |                                                                            |                                                           |
| 1867        | Im Weinberge des Herrn                     | 1 akte                  |                                                                            | C. Alphons Paul, pseudoniem van B. Schieden               |
| 1868        | Das schönste Mädchen im Städtchen, op. 109 | 2 bedrijven             | 1868, Berlijn                                                              | Adolf von Winterfeld                                      |

#### Balletten
| Voltooid in | titel                                            | aktes   | première                                     | libretto | choreografie |
| ----------- | ------------------------------------------------ | ------- | -------------------------------------------- | -------- | ------------ |
| 1847        | Das Blumenmädchen in Elsass; samen met: Graziani | 2 aktes | 27 februari 1847, Berlijn, Koninklijke Opera |          |              |

#### Toneelmuziek
- 1849 Drei Helden, Vaudeville-burleske, 1 akte - tekst: David Kalisch - première: 27 februari 1849, Friedrich-Wilhelmstädter Theater in Berlijn
- 1849 Die Revolution der Frösche, politieke komedie - première: 3 juni 1849 tot opening van de "Sommerbühne"
- 1851 Eleonora und Ballanda, Melodraam, 5 bedrijven  - tekst: Mielow - première: 20 februari 1851, Friedrich-Wilhelmstädter Theater in Berlijn
- 1851 Der Einzige, toverspel met zang - première: 23 januari 1851, Friedrich-Wilhelmstädter Theater in Berlijn
- 1851 Die Weiberlist oder die Schule der Männer, toverspel met zang en dans - tekst: van Lasker - première: 27 maart 1851, Königsstädtische Theater in Berlijn
- 1851 Ein Märzgefangener, komieke scène met zang - première: 27 maart 1851, Königsstädtische Theater in Berlijn
- 1853 Stritzow zu Hause, klucht met zang in 1 akte - tekst: A. Hommel - première: 26 juni 1853, Friedrich-Wilhelmstädter Theater in Berlijn
- 1853 Weibliche Seeleute, klucht met zang in 2 bedrijven - tekst: August Weirauch - première: 11 september 1853, Friedrich-Wilhelmstädter Theater in Berlijn
- 1853 Hau Nachmittag im Lager, lokaal genrebeeld met zang en dans in 1 akte - tekst: Adolf Bahn - première: 15 oktober 1853, Kroll'sches Theater in Berlijn
- 1853 Die Marmorherzen oder von Athen nach Paris, Melodraam naar een Frans verhaal - tekst: Adolf Bahn - première: 25 december 1853, Friedrich-Wilhelmstädter Theater in Berlijn
- 1854 Der junge Engländer oder Der Affe als Mensch, klucht met zang in 3 bedrijven - tekst: Wilhelm Hauff - première: Kroll'sches Theater in Berlijn
- 1854 Die Milchbrüder, klucht met zang in 3 bedrijven - tekst: Rudolf Hahn - première: 11 juni 1854, Kroll'sches Theater in Berlijn
- 1854 Ein Fuchs, klucht met zang - tekst: C. Juin - première: 7 juli 1854, Kroll'sches Theater in Berlijn
- 1854 Meyer in Spanien, klucht met zang en dans - première: 19 augustus 1854, Kroll'sches Theater in Berlijn
- 1854 Don Carlos, Infant von Spanien, klucht met zang en dans - première: 3 september 1854, Kroll'sches Theater in Berlijn
- 1854 Ein Reiseabenteuer der Señora Pepita, klucht met zang en dans in 1 akte - tekst: Adolf Bahn - première: 19 augustus 1854, Friedrich-Wilhelmstädtischer Theater in Berlijn
- 1855 Eisenbahnirrfahrten oder Berlin, Frankfurt a. d.O. und Potsdam - première: Kroll'sches Theater in Berlijn
- 1855 Hempel oder Dorotheenstrasse Nr. 99, kluchtspel met zang - tekst: Rudolf Hahn - première: 28 januari 1855, Kroll'sches Theater in Berlijn
- 1855 Der Universalerbe, Blijspel met zang in 2 bedrijven - tekst: G. Starke - première: 4 mei 1855,  Kroll'sches Theater in Berlijn
- 1855 Ein Tag in der Residenz, lokaal genrebeeld in 3 bedrijven - première: 8 juni 1855, Friedrich-Wilhelmstädter Theater in Berlijn
- 1856 Satanella, ein Deputirter aus der Unterwelt oder die höllischen Conferenzen in Berlin, kluchtspel met zang in 3 bedrijven - tekst: Z. Müller - première: 1 januari 1856, Königsstädtische Theater in Berlijn
- 1856 Der Tower zu London, Melodraam in 4 bedrijven - tekst: Adolf Bahn - première: maart 1856, Königsstädtische Theater in Berlijn
- 1856 Appel contra Schwiegersohn oder eine Ehe mit Hindernissen, kluchtspel met zang in 3 bedrijven - tekst: Adolf Bahn - première: 3 mei 1856, Friedrich-Wilhelmstädter Theater in Berlijn
- 1856 Die Blumengeister, toverspel met zang in 4 bedrijven - tekst: Th. Gassmann - première: 6 december 1856, Königsstädtische Theater in Berlijn
- 1856 Münchhausen mit Tannhäuser und der Sängerkrieg auf der Wartburg (samen met: Thuiskon Hauptner) - tekst: David Kalisch - première: 1856, Berlijn
- 1856 Der Aktienbudiker oder Wie gewonnen so zerronnen, bilden uit het leven van het volk met zang in 3 bedijven - tekst: August Weirauch - première: 1856, Berlijn
- 1857 Otto Bellmann, kluchtspel met zang - tekst: David Kalisch
- 1857 Doktor Peschke oder Kleine Herren, kluchtspel in 1 akte - tekst: August Weirauch - première: 1857, Berlijn
- 1857 Eine schlimme Schwester, karakterbeeld in 1 akte - tekst: David Kalisch, naar Adolf Bäuerle "Schlimme Liesel"
- 1858 Victoria regia, feestspel - tekst: Ad. Gerhardt - première: 1858, Kroll'sches Theater in Berlijn
- 1858 Seine Dritte oder Werika und Spandau, klucht met zang in 1 akte - tekst: Em. Pohl - première: 9 november 1858, Wallner'sches Theater in Berlijn
- 1858 Erste Coulisse links, Genrebild met zang in 1 akte - tekst: Heiter - première: 25 november 1858, Wallner'sches Theater in Berlijn
- 1858 Der gebildete Hausknecht, volksstuk in 1 akte - tekst: August Weihrauch - première: 1858, Berlijn
- 1858 Berlin, wie es weint und lacht, toneelstuk in 3 bedrijven en 11 taferelen - tekst: O. F. Berg, pseudoniem van Ottokar Franz Ebersberg en David Kalisch
- 1858 Liesel's Hochzeitstag, genrebeeld met zang in 1 akte - tekst: G. Waller
- 1859 Preussisches Landrecht, bilden uit het leven van het volk met zang in 3 bedijven - tekst: Berla en Lövenstein - première: januari 1859, Wallner'sches Theater in Berlijn
- 1859 Aus dem Leben einer Tänzerin, Vaudeville in 1 akte - tekst: E. Leiter - première: 10 maart 1859, Friedrich-Wilhelmstädter Theater in Berlijn
- 1859 Eine Dorfgeschichte in Bildern - tekst: Arthur Müller - permière: 12 maart 1859, Wallner'sches Theater in Berlijn
- 1859 Der Leiermann und sein Pflegekind, Orig.-Volksstuk in 3 bedrijven - tekst: Charlotte Birch-Pfeiffer - première: 9 mei 1859, Wallner'sches Theater in Berlijn
- 1859 Der italienische Stiefel, kluchtspel met zang - tekst: Eduard Jacobson - première: 27 juli 1859, Wallner'sches Theater in Berlijn
- 1859 Ein gebildetes Hausmädchen, klucht met zang - tekst: A. Freitag - première: 11 augustus 1859, Wallner'sches Theater in Berlijn
- 1859 Ein Mucker, bilden uit het leven van het volk, 2 bedrijven met zang - tekst: O. F. Berg, pseudoniem van Ottokar Franz Ebersberg - première: 14 augustus 1859, Wallner'sches Theater in Berlijn
- 1859 Ein sonderbarer Schwärmer, kluchtspel met zang in 1 akte - tekst: Stetter - première: augustus 1859, Wallner'sches Theater in Berlijn
- 1859 Gefährliche Nachbarn, liederenspel in 1 akte - tekst: Kotzebue - première: 29 september 1859, Wallner'sches Theater in Berlijn
- 1859 Wer zuletzt lacht, kluchtspel met zang in 1 akte - tekst: Eduard Jacobson - première: 8 oktober 1859, Wallner'sches Theater in Berlijn
- 1859 Die Ravensberger, toneelstuk in 5 bedrijven - tekst: H. Hersch - première: 11 oktober 1859, Wallner'sches Theater in Berlijn
- 1859 Einer von unsere Leut, klucht met zang in 3 bedrijven - tekst: O. F. Berg, pseudoniem van Ottokar Franz Ebersberg, Eduard Stolz - première: 1859, Berlijn
- 1859 Eine Sylphide außer Dienst - tekst: Franz Ludwig Albert Ellmenreich
- 1860 Hexen-Lieschen - tekst: Georg Büchner
- 1860 Der Jongleur oder Von Berlin nach Leipzig, kluchtspel in 3 bedrijven - tekst: Emil Pohl - première: 1860, Berlijn
- 1860 Kieselack und seine Nichte vom Ballett, kluchtspel met zang en dans in 4 bedrijven - tekst: August Weirauch - première: 1860, Berlijn
- 1860 Ein neuer Fridolin, klucht met zang in 1 akte - tekst: Walter von S.
- 1862 Der Strohwittwer - tekst: Alois Berla
- 1862 Der Zigeuner - tekst: Alois Berla
- 1862 Werther und Lotte, oder: Nachtwächters Erdenwallen - tekst: Georg Friedrich Belly
- 1862 Der Goldonkel, klucht in 3 bedrijven - tekst: Emil Pohl - première: 1862, Berlijn
- 1862 Baedekers Reisehandbuch, klucht met zang in 1 akte - tekst: Georg Friedrich Belly - première: 1862, Berlijn
- 1862 Unruhige Zeiten oder Lietzes Memoiren, kluchtspel in 3 bedrijven - tekst: Emil Pohl - première: 1862, Berlijn
- 1862 Sonntagsjäger oder Verflefft, burleske met zang in 1 akte - tekst: David Kalisch, Gustav von Moser
- 1863 Gräfin Guste oder Ein gebildeter Hausknecht, klucht in 1 akte - tekst: David Kalisch en A. Mödinger - première: 1863, Berlijn
- 1864 Namenlos, kluchtspel in 3 bedrijven - tekst: David Kalisch, Emil Pohl - première: 1864, Berlijn
- 1865 Eine leichte Person - tekst: Emil Pohl, Anton Bittner
- 1865 Klein-Geld, kluchtspel in 3 bedrijven - tekst: Emil Pohl - première: 1865, Berlijn
- 1865 Die Nordamerikaner, bilden met zang in 3 bedrijven - première: 1865, Berlijn
- 1866 Die Afrikanerin in Kalau, Vastenavondklucht met zang in 1 akte (parodie op Giacomo Meyerbeer) - tekst: Herman Salingré - première: 1866, Berlijn
- 1867 Prinzessin Hirschkuh, spektakel féerie in 4 bedrijven - tekst: Albert Hopf naar een Frans verhaal - première: 1867, Berlijn
- 1867 Der Jahrmarkt zu Plundersweilen, Singspiel in 1 akte - tekst: Johann Wolfgang von Goethe - première: 1867, Berlijn
- 1868 Aschenbrödel oder Der gläserne Pantoffel (Assepoester of het glazige slofje), sprookje met muziek in 5 bedrijven - tekst: Ernst Pasqué, Emil Pohl, naar een Frans verhaal - première: 1868, Berlijn
- 1868 Im Laufe unseres Jahrhunderts, bild met muziek in 3 bedrijven - tekst: Carl G. - première: 1868, Berlijn
- 1869 Auf eigenen Füßen, kluchtspel in 3 bedrijven - tekst: Emil Pohl, Heinrich Wilken - première: 1869, Berlijn
- 1869 Schneewittchen (Sneeuwwitje), sprookje in 4 bedrijven - tekst: Ernst Pasqué, Karl Brandt - première: 1869, Berlijn
- 1870 Das Wunderhorn, sprookje in 4 bedrijven - tekst: Ernst Pasqué, Karl Brandt - première: 1870, Berlijn
- 1870 Ueber Land und Meer, karakterbeeld met zang en dans in 3 bedrijven - tekst: A. Fincke, R. Linderer
- 1870 Gebrüder Bock, komiek levensbeeld met zang in 3 bedrijven - tekst: Adolph L'Arronge, J. Rosen
- 1871 Dampfkönig, allegorisch tafereel in 5 bedrijven - tekst: Heinrich Wilken - première: 1871, Berlijn
- 1872 Vom Juristentage oder Ein Berliner in Wien oder Deutsche Scheibenbrüder, kluchtspel in 1 akte - tekst: Anton Langer, David Kalisch
- 1872 Die weiße Katze, toversprookje in 3 bedrijven - tekst: Adolph L'Arronge naar een Frans verhaal van Theodore Cogniard - première: 1872, Berlijn
- 1872 Der Tugendprinz, klucht met zang en dans - tekst: Hermann Salingré, Carl Görlitz
- 1873 Der Herr Jubilar! - tekst: Georg Friedrich Belly
- 1873 Faust und die schöne Helena, Duitse sage in 4 bedrijven - tekst: Ernst Pasqué, Karl Brandt en Eduard Jacobson, naar Alain René Lesage - première: 1873, Berlijn

### Vocale muziek

#### Liederen
- 1842 Lieder und Romanzen, voor lage stem op. 2
- 1846 3 Lieder, voor zangstem en piano op. 11
- 1850 5 Lieder, op. 14
- 1858 "Woch poch ich an" lied uit de toverklucht "Die 3 Wünsche" voor zangstem en piano, op. 60
- 1865 Frau Martha in der Oper Martha, voor kinderzangstem en piano - tekst: R. Linderer
- 5 Gesänge, voor mezzosopraan, sopraan of bariton, op. 1
- 6 Lieder, voor zangstem op. 3
- Ständchen, Spaanse romance voor zangstem op. 6
- 5 Lieder, op. 13
- 4 Lieder, voor sopraan (of tenor) en piano, op. 17
- Bänkelsängerlied, voor zangstem en piano (of ensemble) - tekst: Johann Wolfgang von Goethe

### Kamermuziek
- Trio facile, voor viool, cello en piano, op. 49
- Weihnachts-Ouverture, voor piano met begeleiding van kinderinstrumenten, op. 55
- Das Wunderhorn, voor viool en piano

### Werken voor piano
- 1850 Rondo brillante et facile sur des themes de l'Opera "Martha", op. 18
- 1850 Fantaisie brillante sur des themes favorite de l'Opera "Le Prophete", op. 19
- 1850 Divertissements sur l'air favorite „Die Fahnenwacht", op. 20
- 1852 Otto Bellmann-Polka, op. 64
- 1859 Polonaise aus: "Die Braut des Flussgottes", op. 68
- 1859 Fantaisie brillante sur "Le Mariage aux Lanternes", op. 71
- 1859 Berceuse (Pardon de Ploermel), op. 73
- Dansen, op. 4
- Thalia- und Dryaden-Polka, op. 9
- Es lebe der König, 2 marsen, op. 12
- Jenny-Polka, op. 15
- Reseda-Polka, op. 16
- Fantaisie brillante sur des motifs de l'Opera "Lucia", op. 21
- Fantaisie brillante sur des motifs de l'Opera "Marie", op. 22
- Fantaisie brillante sur des motifs de l'Opera "Norma", op. 23
- Impromptu sur des motifs de l'Opera "L'Elisir d'amore", op. 24
- Divertissements brillant et facile sur des themes du Ballet „Giselle", op. 25
- Caprice brillante sur des themes de l'Opera "Ernani", op. 26
- Agnes-Polka, op. 27
- Najaden-Polka, op. 28
- Weszalocz, mazurka, op. 29
- Camelia-Polka, op. 33
- Satanella-Polka, op. 34
- Rrr, ein ander Bild, groot potpourri, op. 35
- Zeitspiegel, op. 36
- Laissez aller, polka, op 37
- Polonaise aus dem Tannhäuser, op. 38
- Theresen-Polka, op. 41
- 2 Fantasien aus Tannhäuser, op. 42
- Pepa-Galopp, op. 43
- Aeolus-Galop, op 44
- Pepa-Polka, op. 45
- Myrthen-Polka, op. 47
- Windsor-Polka, op. 50
- Album-Polonaise, op. 51
- Transscriptions facile, op. 54
- Remin'scences de Jenny Bürde-Ney, Bluettes brillant et facile, op. 57
- Agnes-Polka-Mazureck, op. 58
- Musikalische Reise durch Europa, potpourri, op. 59
- Reminiscences de Tannhäuser, op. 61
- Sommerblumen-Polka, op. 62
- 2 petits Alegretto et Romance, op. 63
- Capricciosa-Polka-Mazurka, op. 65
- Polka uit "Berlin, wie es weint und lacht", op. 66
- Resminiscences des bouffes parisiens, Fantaisie en forme de Potpourri, op. 67
- Quadrille a. Th. von 0. Bellmann, f. Orch. od. Pf. op. 69. ebd.
- Lieder f. d. Pf, op. 70, met onder anderen:
  1. Thüringisches Volkslied "Ach wie wär's möchlich"